# Чилийский розовый птицеед
Чилийский розовый птицеед (лат. Grammostola rosea) — вид пауков из рода Grammostola.
Обитает на территории от юго-запада США до Чили, включая самую засушливую пустыню Атакама на севере Чили. Этот вид пауков — один из самых популярных по продажам в зоомагазинах не только США, но и других стран, благодаря большому количеству экземпляров, экспортированных из Чили для зооторговли. Своей популярностью среди энтузиастов этот вид обязан неагрессивному темпераменту, простотой в уходе и невысокой цене особей.
Приблизительная продолжительность жизни самок чилийского птицееда до 15—20 лет. Но предполагаемая продолжительность жизни может быть значительно дольше. В настоящее время её трудно точно оценить из-за ограниченных возможностей обширного исследования.

## Описание
Паук средних размеров, общая величина взрослого паука, включая расправленные конечности, составляет около 15—16 см. Окрашен паук в оттенки коричневого цвета — каштановый, бурый, местами розовый.
Тело и лапки покрыты светлыми волосками.

## Образ жизни
Чилийский розовый птицеед условно относится к наземному типу; личинки пауков этого вида роют норы. Некоторые особи могут поглощать росу с паутины или с собственного туловища. В остальном поведение таких пауков соответствует описанию поведения остальных птицеедов.

## Яд
Содержит нейротоксин, взаимодействующий с ионными каналами K+, Na+, Ca2+. Яд этого паука не опасен для человека (в отдельных случаях может вызвать лёгкое недомогание). К тому же, пауки данного вида редко отличаются агрессией.

## Фото

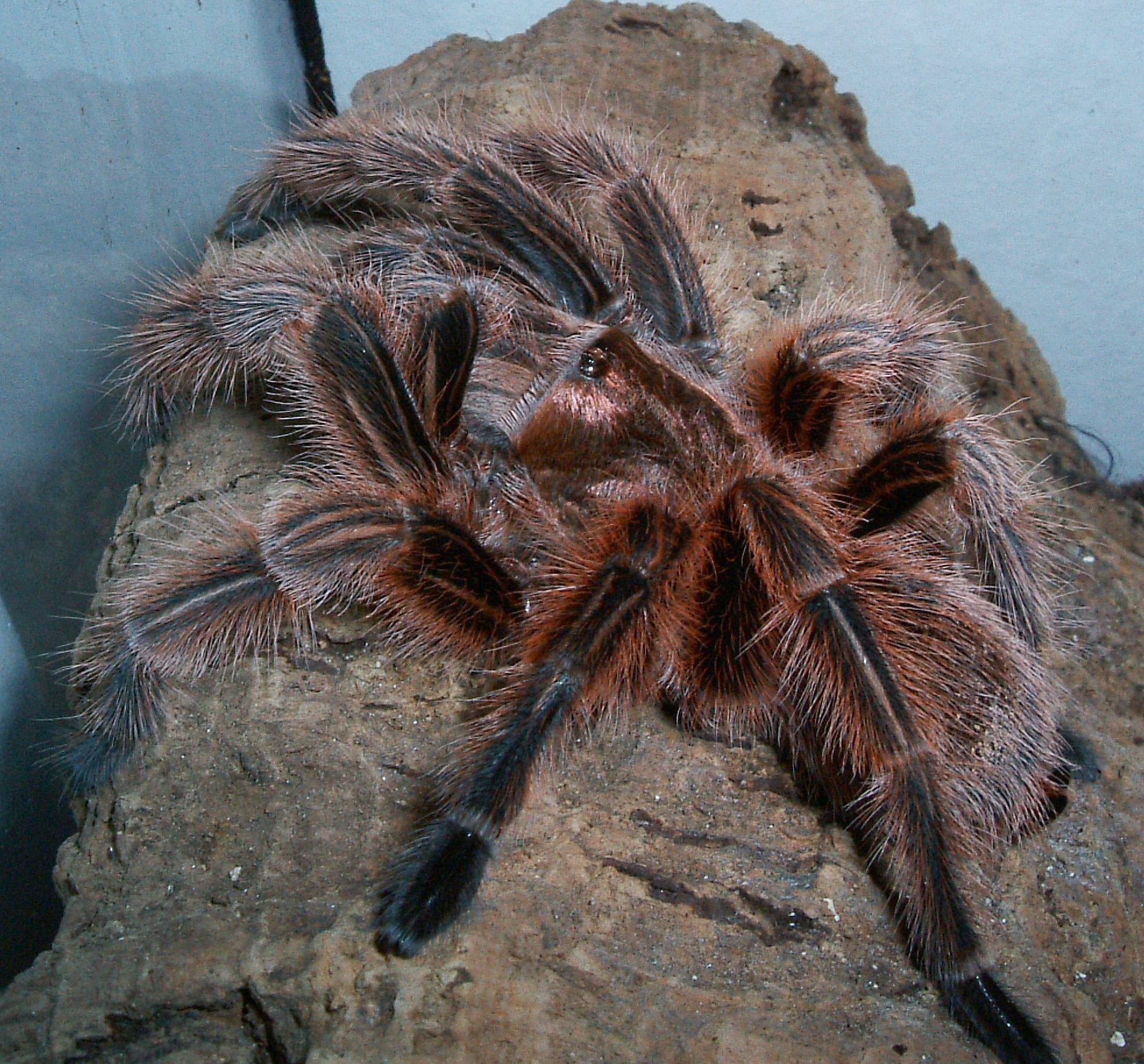
Взрослая самка
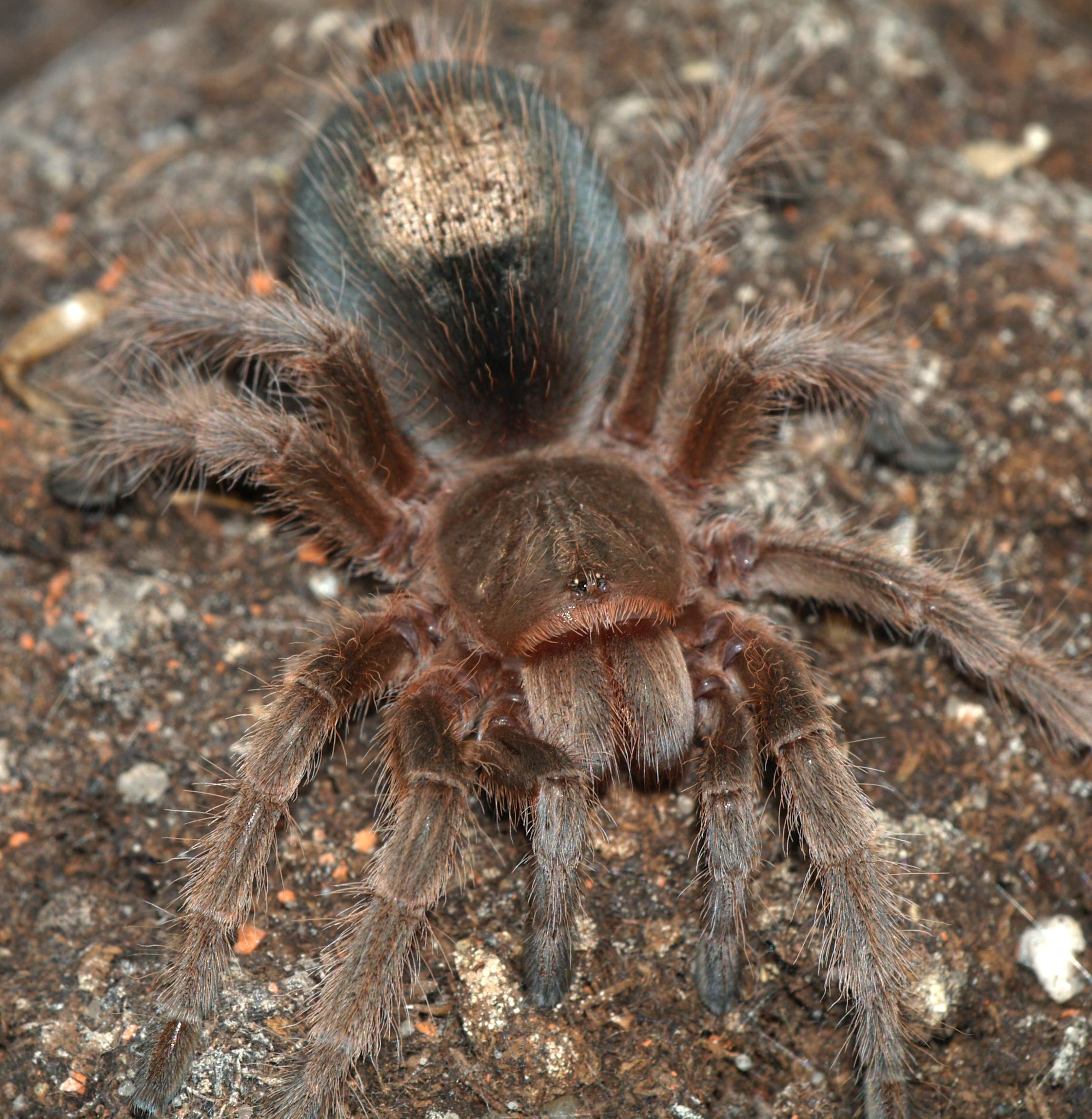
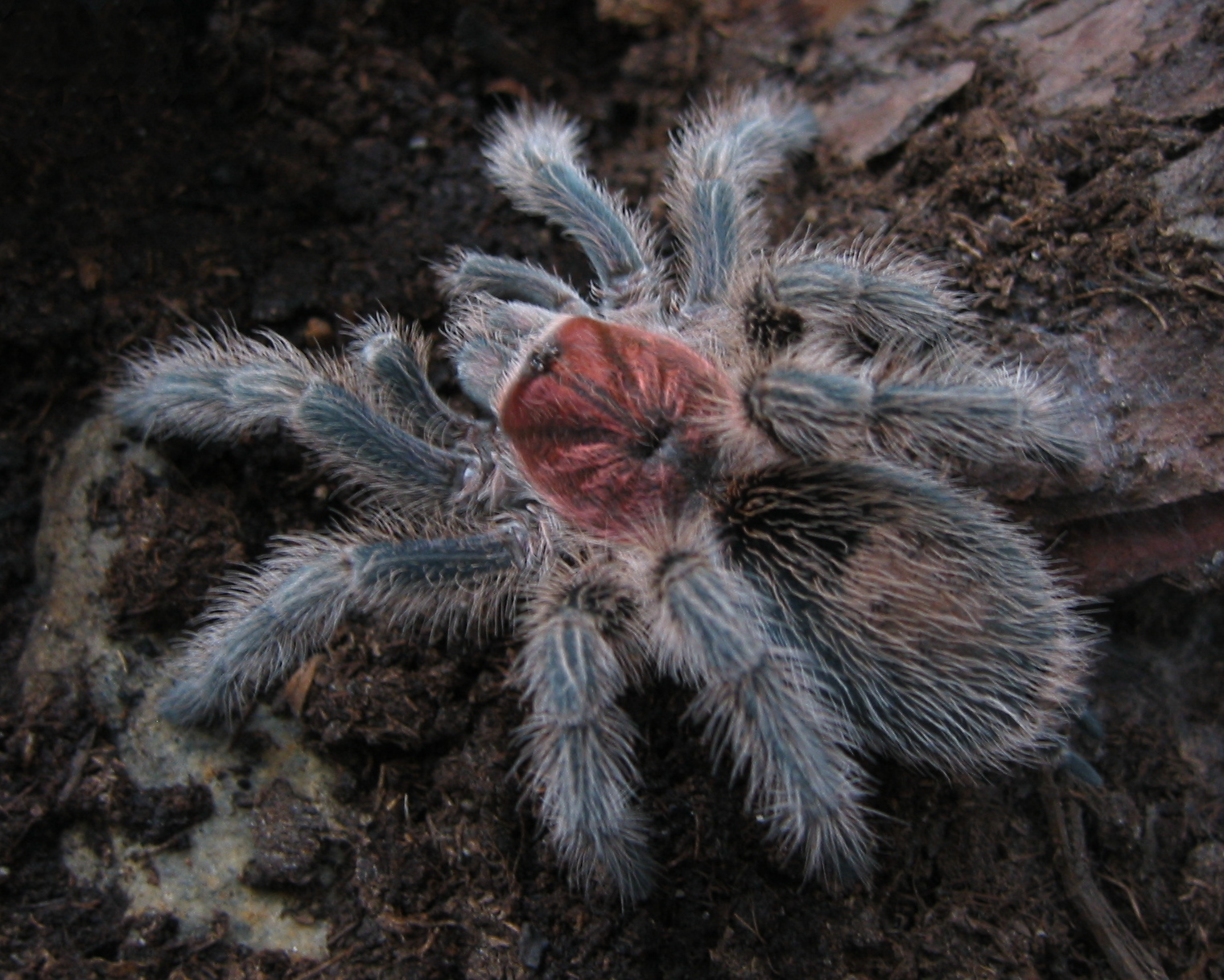
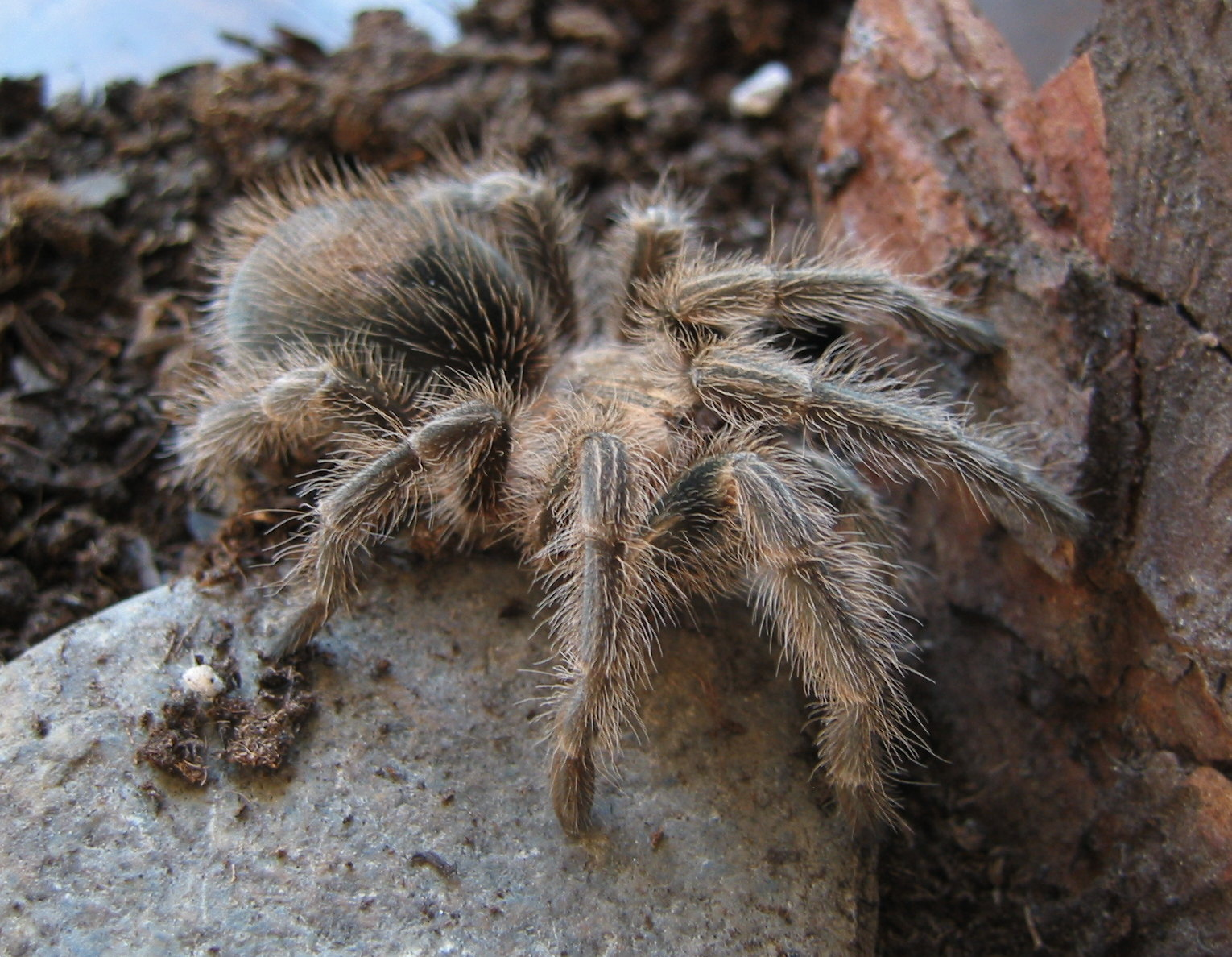